# Inge Steiner

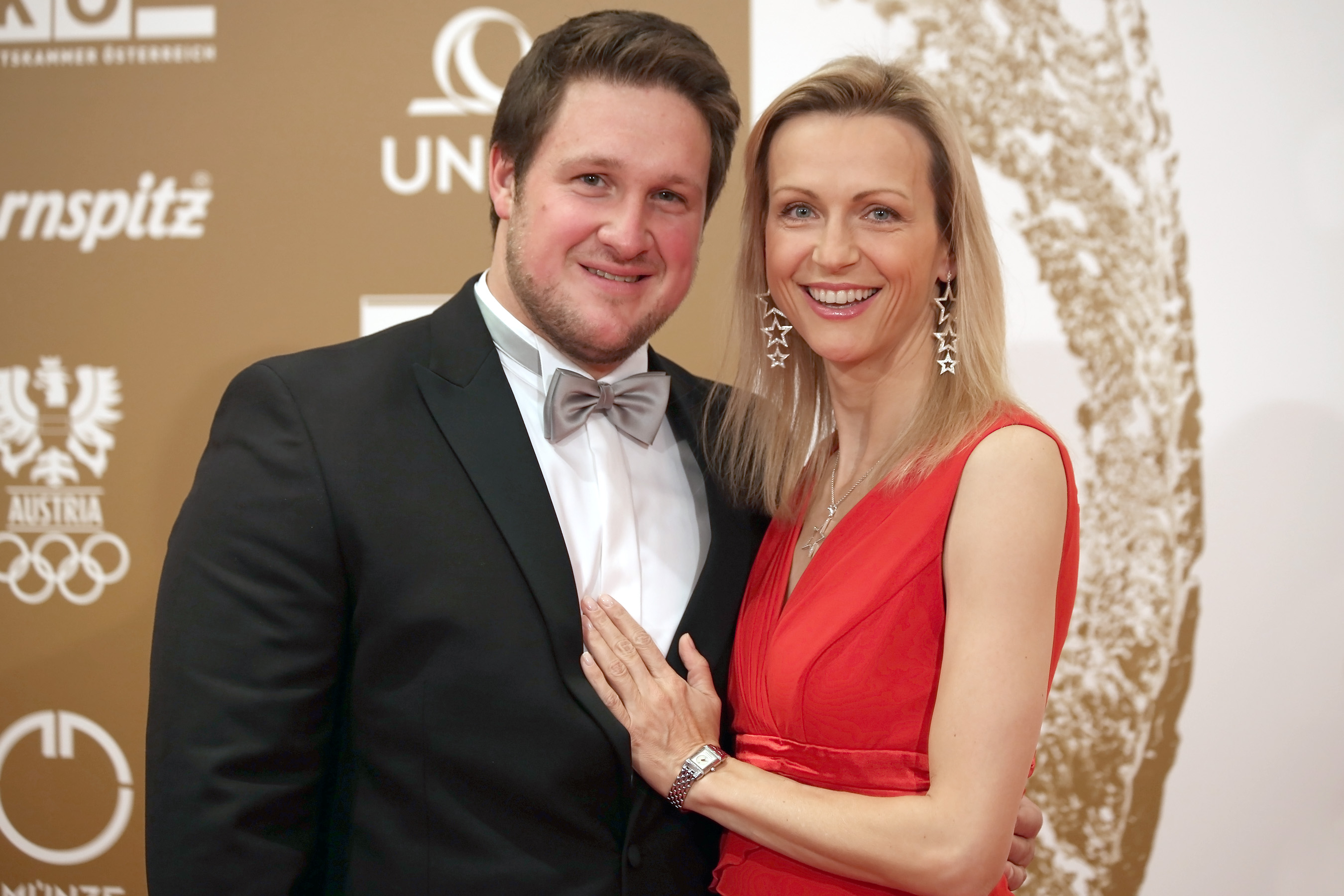
Inge Steiner mit ihrem Mann Matthias Steiner in Wien (2013)

Inge Steiner (geb. Posmyk; * 28. April 1970 in Biberach an der Riß) ist eine deutsche Fernsehmoderatorin, Autorin und Unternehmerin. Gemeinsam mit ihrem Mann Matthias Steiner hat sie 2020 ein Unternehmen gegründet, das darauf spezialisiert ist, Low-Carb-Lebensmittel zu entwickeln und zu vertreiben.

## Leben und Karriere
Nach dem Abitur 1989 am Pestalozzi-Gymnasium Biberach lebte Steiner ein Jahr im US-Bundesstaat Florida und nahm anschließend ein Sprachen-, Wirtschafts- und Kulturraumstudium an der Universität Passau auf. Sie verbrachte einige Auslandssemester im spanischen Málaga und im US-Bundesstaat Hawaii, bevor sie ihr Studium 1997 als Diplom-Kulturwirtin abschloss.
Ihre Fernsehkarriere begann Steiner 1998 bei RTL in Hamburg. Dort arbeitete sie zunächst als Moderatorin, Redakteurin und Chefin vom Dienst. Nachdem sie 1999 ein Seminar für Fernsehmoderatoren und Präsentatoren absolviert hatte, wechselte sie 2001 zu Sat.1, wo sie u. a. das Regionalmagazin 17:30 live moderierte. Zudem präsentierte sie für den Nachrichtensender N24 das Lifestyle-Immobilienmagazin Bellevue.tv.
In den folgenden Jahren übernahm Steiner Moderations- und Redaktionsarbeiten bei verschiedenen Sendungen von Sat.1 und N24, darunter u. a. 4seasons – Das Globetrotter Magazin, N24 Frühreport und N24 Welt der Technik auf N24 sowie Weck Up auf Sat.1. Von 2003 bis Mai 2005 war sie Nachrichtensprecherin bei den Nachrichten des Bundeswehr-internen Bundeswehr TV. Ihre Arbeit dort brachte ihr 2004 eine Auszeichnung des World Media Festival in Hamburg ein. Ab Mai 2005 nahm sie eine Stelle als Nachrichtensprecherin bei den verschiedenen Sendungen der N24 Nachrichten an.
Ab September 2007 moderierte sie auch das nachmittägliche Format kabel eins news auf Kabel Eins. Von 2015 bis 2017 moderierte sie das Wissensmagazin Welt der Wunder auf Welt.
Seit 2010 ist Steiner mit dem Gewichtheber Matthias Steiner verheiratet, mit dem sie zwei Söhne hat (* 2010 und 2013). Nach ihrer Heirat beendete sie ihre Tätigkeit als Nachrichtensprecherin und gründete mit ihrem Mann eine Agentur, über die man die beiden für Moderationen und Motivationsvorträge buchen kann. Gemeinsam schrieben sie Bücher über Ernährung und gründeten 2020 die STEINERfood GmbH.